# Wilhoit
Wilhoit és una concentració de població designada pel cens dels Estats Units a l'estat d'Arizona. Segons el cens del 2000 tenia 664 habitants.

## Demografia
Segons el cens del 2000, Wilhoit tenia 664 habitants, 298 habitatges, i 187 famílies La densitat de població era de 16,4 habitants/km².
Dels 298 habitatges en un 17,1% hi vivien nens de menys de 18 anys, en un 55% hi vivien parelles casades, en un 6,7% dones solteres, i en un 37,2% no eren unitats familiars. En el 32,2% dels habitatges hi vivien persones soles el 16,1% de les quals corresponia a persones de 65 anys o més que vivien soles. El nombre mitjà de persones vivint en cada habitatge era de 2,23 i el nombre mitjà de persones que vivien en cada família era de 2,81.
Per edats la població es repartia de la següent manera: un 19,1% tenia menys de 18 anys, un 4,5% entre 18 i 24, un 17,6% entre 25 i 44, un 33,7% de 45 a 60 i un 25% 65 anys o més.
L'edat mediana era de 50 anys. Per cada 100 dones de 18 o més anys hi havia 95,3 homes.
La renda mediana per habitatge era de 23.500 $ i la renda mediana per família de 30.938 $. Els homes tenien una renda mediana de 27.222 $ mentre que les dones 25.938 $. La renda per capita de la població era de 14.466 $. Aproximadament el 10,1% de les famílies i el 16,8% de la població estaven per davall del llindar de pobresa.

## Poblacions més properes
El següent diagrama mostra les poblacions més properes.